# Appana ancillottoi
Appana ancillottoi là một loài bướm đêm trong họ Noctuidae.